# Prowincja Suphanburi
Suphanburi (taj. สุพรรณบุรี) – jedna z centralnych prowincji (changwat) Tajlandii. Sąsiaduje z prowincjami Uthai Thani, Chainat, Sing Buri, Ang Thong, Phra Nakhon Si Ayutthaya, Nakhon Pathom i Kanchanaburi.